# Polono-Américains
Les Polono-Américains sont des Américains ayant partiellement ou en totalité des origines polonaises. 
Selon l'American Community Survey, pour la période 2011-2015, 9 385 766 personnes déclarent avoir au moins un ancêtre polonais, soit près de 3 % de la population. Cela fait de l'origine polonaise l'une des dix origines européennes les plus importantes aux États-Unis, et la plus importante issue de l'Europe centrale. Aujourd'hui[évasif], seule une minorité d'Américains d'ascendance polonaise sont nés en Pologne (4,6 %) et parle polonais au quotidien (6,0 %).

## Histoire
Plus d'un million de Polonais ont immigré de Pologne vers les États-Unis, principalement aux XIXe et XXe siècles.

## Démographie
Selon le American Community Survey pour la période 2011-2015, 8 906 714 Américains avec une ascendance partiellement ou totalement polonaise sont nés américains (94,9 %) , tandis que 479 052 (5,1 %) sont nés étrangers. De plus, 322 836 (67,4 %) d'entre eux sont naturalisés, alors que 156 216 (32,6 %) ne sont pas citoyens américains.

### Ascendance polonaise
| État          | Nombre  | % (de la pop.) |
| ------------- | ------- | -------------- |
| New York      | 931 149 | 4,73           |
| Illinois      | 912 300 | 7,09           |
| Michigan      | 844 904 | 8,53           |
| Pennsylvanie  | 835 531 | 6,54           |
| New Jersey    | 521 288 | 5,85           |
| Wisconsin     | 505 956 | 8,81           |
| Californie    | 495 915 | 1,29           |
| Ohio          | 434 032 | 3,75           |
| Floride       | 482 100 | 2,45           |
| Massachusetts | 318 258 | 4,75           |
| Connecticut   | 277 878 | 7,73           |
| Minnesota     | 250 149 | 4,62           |

### Pratique du polonais
Selon l'American Community Survey, en 2015, 560 496 personnes de plus de 5 ans déclarent parler polonais à la maison, soit seulement 6,3 % de la population américaine ayant en partie ou en totalité des origines polonaises.
| État          | Nombre  | % (de la pop.) | Différence par rapport à 2000 |
| ------------- | ------- | -------------- | ----------------------------- |
| Illinois      | 182 179 | 1,64           | ▼ −1,92 %                     |
| New York      | 92 461  | 0,53           | ▼ −17,25 %                    |
| New Jersey    | 64 216  | 0,79           | ▼ −13,99 %                    |
| Connecticut   | 35 829  | 1,09           | ▼ −6,91 %                     |
| Michigan      | 21 349  | 0,29           | ▼ −47,12 %                    |
| Pennsylvanie  | 21 837  | 0,25           | ▼ −31,15 %                    |
| Floride       | 24 119  | 0,14           | ▼ −2,96 %                     |
| Massachusetts | 17 220  | 0,36           | ▼ −37,68 %                    |
| Californie    | 19 250  | 0,06           | ▼ −17,84 %                    |
|               |         |                |                               |
| Total         | 604 234 | 0,21           | ▼ −44,42 %                    |